# Christian Desplat
Pour les articles homonymes, voir Desplat.
Christian Desplat, né le 11 mai 1942 au Blanc et mort le 23 novembre 2024 à Pau,, est un universitaire et un historien français.

## Biographie

### Carrière
Né le 11 mai 1942, Christian Desplat est agrégé de l'université, docteur d'État et professeur d'histoire moderne à l'université de Pau et des pays de l'Adour jusqu'en 2002. Il est l'auteur d'une thèse sur Pau et le Béarn au XVIIIe siècle, d'une trentaine d'ouvrages et plus de deux cents articles.
Durant sa carrière, il est président de la Société des sciences, lettres et arts de Pau et du Béarn, et également membre du Comité des travaux historiques au ministère de la Recherche.
De 1997 à 2000, il préside l'Académie de Béarn où il est reçu au fauteuil n°23.

## Publications
- L’Académie royale de Pau au XVIIIe siècle, 1971
- Notre-Dame de Sarrance, église, cloître, 1980
- Pau, Pyrénées-Atlantiques, 1982
- Charivaris en Gascogne, la "morale des peuples" du XVIe au XXe siècle, 1982
- Juifs et judaïsme dans la littérature religieuse en Béarn (XIVe – XVIIIe siècles.), 1986
- Le For de Béarn d'Henri II d'Albret (1551), 1986
- Sorcières et diables en Béarn, fin XIVe-début XIXe siècle, 1988
- Henri IV, itinéraire d'enfance, de gloire et d'amour, 1992
- Pau et le Béarn au XVIIIe siècle, deux cent mille provinciaux au siècle des Lumières, 1992
- L'Ossau au temps de Pierrine Gaston-Sacaze, entre mythes et réalités, 1993
- La guerre oubliée, guerres paysannes dans les Pyrénées (XIIe – XIXe siècles), 1993
- La vie, l'amour, la mort, rites et coutumes XVIe – XVIIIe siècles, 1995
- Village de France au XVIIIe siècle, autoportrait, Sadournin et la baronnie d'Esparros, 1772-1773, 1997
- Histoire des hôpitaux dans les Pyrénées-Atlantiques ou Précis d'histoire de l'institution et du patrimoine hospitalier dans les Pyrénées-Atlantiques, 2000
- Le crime des seize, la mort de l'abbé de Sauvelade, 25 octobre 1663, 2000
- Sorcières & diables en Gascogne, fin XIVe-début XIXe siècle, 2001
- Cultures en Béarn, XVIIe – XVIIIe siècle, 2002
- Raconte moi le Béarn, 2003
- Histoire générale du Béarn souverain, 2007
- Le théâtre populaire dans les Pyrénées occidentales, de la Renaissance à la Révolution, 2007
- Une vallée des Pyrénées, Saint-Étienne-de-Baïgorry au XVIIIe siècle, 2009
- La vie en Béarn au XVIIIe siècle, 2009
- Henri IV, roi de la paix, 2010
- Histoire générale du Béarn souverain, avec Pierre Tucoo-Chala, Princi Negue, 2007.
- Louis-Armand de Lom d'Arce, Baron de Lahontan, L'inventeur du bon sauvage, Editions Gascogne, Orthez, 2012.
- La monnaie en Béarn, quand on battait monnaie à Pau, monnaies et économie monétaire, monétarisation de la société dans le ressort du Parlement de Navarre, XVIe – XVIIIe siècles, 2017